# OceanGate Titan

Esquema do OceanGate Titan

O Titan foi um submarino de finalidade turística que naufragou no Oceano Atlântico no dia 18 de junho de 2023. De propriedade da companhia OceanGate, a viagem tinha objetivo exploratório de mergulhar até o local em que estariam os destroços do RMS Titanic.
A causa do naufrágio foi confirmada dias depois da perda de comunicação com os tripulantes através do governo do Canadá e dos Estados Unidos, e confirmou-se que a embarcação sofreu uma implosão devido a alta pressão da profundidade em que estavam.
As vítimas foram Stockton Rush, presidente da OceanGate; o bilionário Hamish Harding; Shahzada e Suleman Dawood, um empresário paquistanês e seu filho; e Paul-Henry Nargeolet, ex-comandante da Marinha Francesa e considerado um dos maiores especialistas do naufrágio do Titanic.